# Xenolagria tincta
Xenolagria tincta is een keversoort uit de familie zwartlijven (Tenebrionidae). De wetenschappelijke naam van de soort is voor het eerst geldig gepubliceerd in 1889 door Blackburn.